# Superache
Superache —en español: «Superdolor»—es el segundo álbum de estudio del cantautor estadounidense Conan Gray. Fue lanzado el 24 de junio de 2022 por Republic Records. Gray compuso todas las canciones junto a Dan Nigro de forma similar a su antecesor Kid Krow (2020), mientras que la producción de las canciones fue hecha por Nigro, Cirkut y Ryan Linvill.
El disco fue apoyado con cinco sencillos, siendo estos «Astronomy», «People Watching», «Jigsaw», «Memories» y «Yours», lanzados entre inicios de 2021 y mediados de 2022. El día de lanzamiento, fue publicado el sexto sencillo titulado «Disaster». En la edición de lujo lanzada exclusivamente para Japón, también se encuentran sus sencillos «Telepath» y «Overdrive».
El cantante anunció que se embarcará en el Superache Tour, que recorrerá Norteamérica y Australia, a fin de promocionar el disco en dicho territorios.

## Antecedentes y composición
Para Superache el cantante se basó en el dolor que le transmiten los sentimientos del álbum basados en situaciones y ocurriencias que el mismo Gray ha vivido. Calificando a Superache de un álbum maduro que va más allá de sus sencillos ya escuchados en su anterior álbum debut Kid Krow (2020) abarcando temas más serios como el amor, amistad y abuso familiar. Aunque también toca temas como las fiestas. De ahí el nombre del disco que es una palabra compuesta de ache y el prefijo super significando superdolor.

## Promoción
La primera presentación en vivo de la música del álbum se llevó a cabo el mismo día de lanzamiento, en The Tonight Show Starring Jimmy Fallon, donde el cantante presentó el disco y el sencillo «Disaster». Gray se embarcará en una gira internacional para el apoyo y promoción del álbum, que recorrerá Estados Unidos, Canadá y Australia. Comenzará el 16 de setiembre de 2022 en el Teatro Palace de Louisville.

## Lista de canciones
| Superache |                   |                            |                    |          |  |
| N.º       | Título            | Escritor(es)               | Productor(es)      | Duración |  |
| 1.        | «Movies»          | Conan Gray Dan Nigro       | Nigro              | 3:34     |  |
| 2.        | «People Watching» | Gray Nigro Julia Michaels  | Nigro              | 2:38     |  |
| 3.        | «Disaster»        | Gray Henry Walter Michaels | Cirkut             | 2:33     |  |
| 4.        | «Best Friend»     | Gray Nigro                 | Nigro              | 2:28     |  |
| 5.        | «Astronomy»       | Gray Nigro                 | Nigro              | 4:03     |  |
| 6.        | «Yours»           | Gray Nigro                 | Nigro              | 3:24     |  |
| 7.        | «Jigsaw»          | Gray Nigro                 | Nigro              | 3:28     |  |
| 8.        | «Family Line»     | Gray Nigro                 | Nigro              | 3:36     |  |
| 9.        | «Summer Child»    | Gray                       | Nigro              | 3:00     |  |
| 10.       | «Footnote»        | Gray Nigro                 | Nigro              | 3:44     |  |
| 11.       | «Memories»        | Gray Nigro                 | Nigro              | 4:08     |  |
| 12.       | «The Exit»        | Gray Nigro Michaels        | Nigro Ryan Linvill | 3:41     |  |
| 40:17     |                   |                            |                    |          |  |

| Pistas adicionales de la edición japonesa |             |                                                                              |                       |          |  |
| N.º                                       | Título      | Escritor(es)                                                                 | Productor(es)         | Duración |  |
| 13.                                       | «Overdrive» | Gray Oliver Peterhof Chris Stracey The Monsters & Strangerz Tobias Jesso Jr. | Peterhof Stacey Jesso | 3:03     |  |
| 14.                                       | «Telepath»  | Gray Michaels Ilya Salmanzadeh Caroline Ailin                                | Salmanzadeh           | 3:14     |  |
| 46:40                                     |             |                                                                              |                       |          |  |

## Créditos y personal
Créditos adaptados de Tidal.
- Conan Gray – voz principal, voz secundaria, guitarra acústica (9)
- Dan Nigro – guitarra acústica (1, 4, 5, 8–12), voz secundaria (1, 2, 4–12), bajo (1, 2, 4, 6–8, 10, 12), programación de batería (1, 2, 4, 6, 8, 10–12), guitarra eléctrica (1, 2, 5, 7, 8, 10, 12), piano (1, 2, 4–6, 8, 12), programación de sintetizadores (1, 6, 8, 10), percusión (2, 12), sintetizadores (2), órgano (6, 11), batería (7, 11), programación (7), mezcla (5), ingeniería (1,2, 4–12)
- Julia Michaels – voz secundaria (2)
- Sterling Laws – batería (2, 6)
- Ryan Linvill – programación (2, 5), bajo (5, 8, 10–12), saxofón (6, 12), programación de batería (8, 10), programación de sintetizadores (8, 12), guitarra eléctrica (11), ingeniería (1,2, 4–12)
- Cirkut – programación de batería, teclado, programación de sintetizadores (3), ingeniería (3)
- Ben Romans – piano (11)
- Paul Cartwright – viola, violín (12)
- Randy Merrill – masterización
- Serban Ghenea – mezcla (1–3, 11)
- Mitch McCarthy – mezcla (4, 6–10, 12)

## Certificaciones
| País          | Organismo certificador | Certificación | Unidades certificadas | Ref.   |
| ------------- | ---------------------- | ------------- | --------------------- | ------ |
| Canadá        | Music Canada           | Oro           | 40 000                | [ 12 ] |
| Nueva Zelanda | RMNZ                   | Oro           | 75 000                | [ 13 ] |
| Polonia       | ZPAV                   | Oro           | 10 000                | [ 14 ] |
| Reino Unido   | BPI                    | Oro           | 100 000               | [ 15 ] |

## Historial de lanzamiento
| Región | Fecha               | Formato                     | Edición            | Discográfica     | Ref.   |
| ------ | ------------------- | --------------------------- | ------------------ | ---------------- | ------ |
| Varios | 24 de junio de 2022 | Descarga digital, streaming | Estándar           | Republic Records | [ 16 ] |
| Varios | 24 de junio de 2022 | CD, LP                      | Estándar           | Republic Records | [ 17 ] |
| Varios | 24 de junio de 2022 | CD, LP                      | Target             | Republic Records | [ 18 ] |
| Japón  | 24 de junio de 2022 | CD                          | Pistas adicionales | Universal Japan  | [ 10 ] |